# Hebardina taiwanica
Hebardina taiwanica är en kackerlacksart som beskrevs av Karlis Princis 1966. Hebardina taiwanica ingår i släktet Hebardina och familjen storkackerlackor.
Artens utbredningsområde är Taiwan. Inga underarter finns listade i Catalogue of Life.